# Musca pseudocorvina
Musca pseudocorvina är en tvåvingeart som beskrevs av Fritz Isidore van Emden 1939. Musca pseudocorvina ingår i släktet Musca och familjen husflugor.
Artens utbredningsområde är Kenya. Inga underarter finns listade i Catalogue of Life.